# Ptecticus gracilipes
Ptecticus gracilipes är en tvåvingeart som beskrevs av Lindner 1936. Ptecticus gracilipes ingår i släktet Ptecticus och familjen vapenflugor.
Artens utbredningsområde är Madagaskar. Inga underarter finns listade i Catalogue of Life.